# Mydas tricinctus
Mydas tricinctus är en tvåvingeart som beskrevs av Luigi Bellardi 1861. Mydas tricinctus ingår i släktet Mydas och familjen Mydidae.
Artens utbredningsområde är Arizona. Inga underarter finns listade i Catalogue of Life.